# Papratka horská
Papratka horská (Athyrium distentifolium) je kapradina z čeledi papratkovitých (Athyriaceae), která je hojně rozšířená na severní polokouli.

## Popis
Oddenek je krátký, silný a vystoupavý. Listy vyrůstají v hustých trsech a dorůstají až do 150 cm. Čepel je podlouhle kopinatá až široce kopinatá, dvakrát až třikrát zpeřená. Je zelená až tmavě zelená, lysá, se světle hnědými až hnědými plevinami nebo chlupy. Lístky až 15 cm dlouhé, kopinaté, dlouze zašpičatělé. Lístečky kopinaté až vejčité, asi dvakrát tak dlouhé, jak široké, zpeřené nebo zpeřeně členěné. Okraje lístků s výtrusnicemi výrazně podvinuté. Řapík je silný, na bázi rozšířený, s hnědými plevinami. Kupky výtrusnic menší než 1 mm, okrouhlé, ležící blíže úkrojku. Ostěra velmi drobná, zpravidla nedokonale vyvinutá, záhy zasychající, případně zcela chybí. Výtrusy hnědé až tmavě hnědé.

## Rozšíření

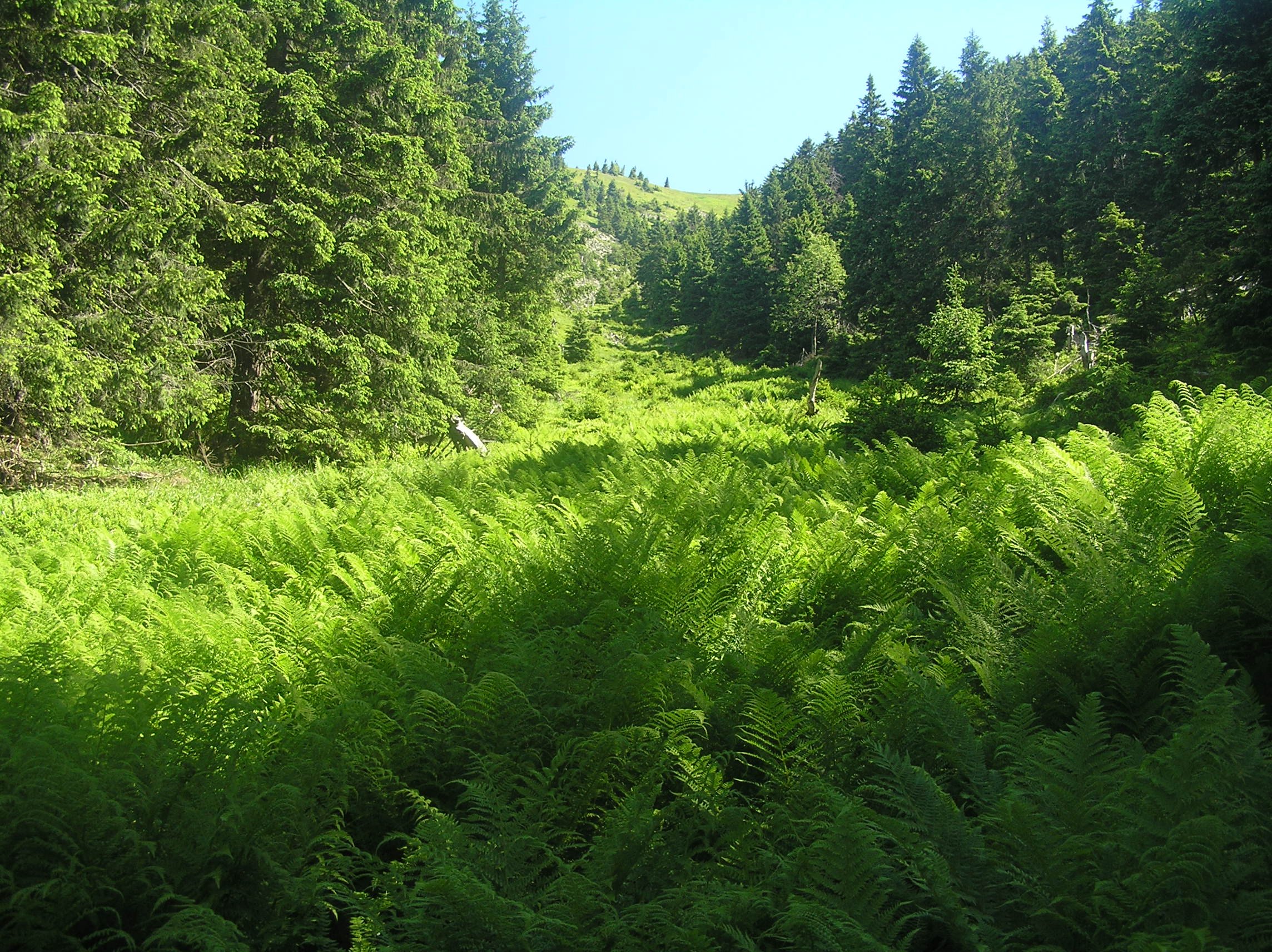
Porosty papratky horské v lavinové dráze na Králickém Sněžníku

Nejhojněji se papratka horská vyskytuje na Šumavě, v Krkonoších a v Hrubém Jeseníku. Ve světě se vyskytuje na severní polokouli a to v severní Evropě, pohořích střední a jižní Evropy, horách Japonska a Kamčatky, jihosibiřských pohořích a na Kavkaze. V Severní Americe se vyskytuje od Aljašky po Kalifornii.

## Ekologie
Stinné horské lesy, horské louky a nivy, porosty kosodřevin, suťové lesy a sněhová vyležiska. Na příhodných stanovištích tvoří homogenní porosty. Kyselý až neutrální substrát.

## Záměny
K záměně může dojít s papratkou samičí (Athyrium filix-femina). Papratce samičí mohou dříve opadat ostěry nebo výtrusnicové kupky mohou být okrouhlejší (obecně jsou popisovány jako podlouhlé, srpovitě až podkovovitě zahnuté). V takových případech je nutno srovnat celý soubor znaků pro správné určení.